# All Mixed Up (film, 1975)

All Mixed Up est un film hongkongais réalisé par Ho Meng-hua, sorti le 25 septembre 1975.

## Fiche technique
- Titre : All Mixed Up
- Réalisation : Ho Meng-hua
- Scénario : Szutu An
- Société de production : Shaw Brothers
- Pays d'origine : Hong Kong
- Format : Couleurs - 2,35:1 - Mono - 35 mm
- Genre : comédie
- Durée :
- Date de sortie : 1975

## Distribution
- Ai Ti : Ying-lan
- Kang Kai : Huang Wei-jen
- Ku Feng: le boss Ku
- Liu Hui-ju : la boss
- Li Hsiu-hsien : Tien-hsiung
- Yu Hui : Mlle He